# Platforma marină Gloria
Gloria este prima platformă marină românească, construită la șantierele navale Galați.
La 9 noiembrie 1975, a fost lansată la apă prima platformă românească de foraj marin, Gloria. 

Platforma de foraj marin Gloria este o platformă de tip autoridicătoare, cu patru picioare cu zăbrele din material tubular.

Platforma a fost concepută după o licență americană cu utilaje și instalații realizate la Galați, la București, la Reșița, la Timișoara, la Bârlad, la Câmpina, la Oradea, la Roman, la Cluj-Napoca, la Ploiești și la Arad și a început activitatea de foraj la 16 septembrie 1976, la o distanță de 72 Mm în largul Mării Negre, la o adâncime maximă a apei de 90 m. În prezent Gloria aparține Petrom.
În perioada 1976-1986, Gloria a funcționat ca platformă de foraj, forând 17 sonde cu o lungime cumulată de aproximativ 50.000 de metri. În 1980, platforma Gloria a finalizat forajul la sonda Lebăda 8 – care a devenit prima descoperire comercială offshore de hidrocarburi din România. În perioada 1987-1998, Gloria a fost folosită ca platformă de producție pentru primul zăcământ offshore pus în producție în România – Lebăda Est. Începând din 1998, platforma Gloria s-a aflat pe zăcământul Sinoe, la aproximativ 30 de km de țărm, în ape de aproximativ 40 de metri adâncime și a fost folosită ca platformă de producție. Producția sa cumulată în ultimii 20 de ani este echivalentă cu peste 20 de milioane de plinuri auto și cu energia necesară pentru a încălzi peste 170.000 de locuințe, conform OMV Petrom.
În 2019, Gloria a devenit prima platformă marină care este retrasă din producție în România, fiind transportată cu succes la țărm, în Portul Agigea, din Constanța. 
- Lungime: 73 m
- Lățime: 41 m
- Suprafața: 2500 m2
- Înălțimea turlei: 70 m
- Înălțimea bordului liber: 12 m
- Greutate totală: 7000 t
- Picioare de susținere: 4 x 122 m
- Adâncimea de foraj: 6000 m
- Echipaj: 70 oameni
- Alte dotări: stații radio, elicoptere, nave speciale de legătură cu țărmul